# Gouverneurswahlen in den Vereinigten Staaten 2001

Sowohl in New Jersey als auch in Virginia errang die Demokratische Partei das Gouverneursamt.

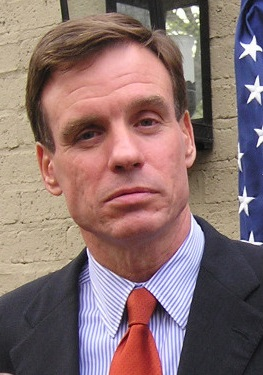
Mark Warner wurde neuer Gouverneur von Virginia.

Die Gouverneurswahlen in den Vereinigten Staaten 2001 fanden am 6. November 2001 statt. Gewählt wurde in den Bundesstaaten New Jersey und Virginia. In beiden Fällen stand der von der Republikanischen Partei gestellte Gouverneur nicht zur Wiederwahl; es folgte jeweils ein Machtwechsel zur Demokratischen Partei.
In New Jersey war die zuvor zweimal zur Gouverneurin gewählte Republikanerin Christine Todd Whitman im Januar 2001 zurückgetreten, um Leiterin der Environmental Protection Agency zu werden. Zum Zeitpunkt der Wahl übte nun Donald DiFrancesco, Präsident des Senats von New Jersey, das höchste Staatsamt aus. Ursprünglich hatte er auch die Kandidatur für eine eigene Amtsperiode geplant, davon aber im April nach kritischen Medienberichten über seine Praktiken als Geschäftsmann Abstand genommen. In der Folge unterstützte er den ehemaligen Kongressabgeordneten Bob Franks, der bei der republikanischen Primary jedoch gegen Bret Schundler, den Bürgermeister von Jersey City, verlor.
Die Demokraten nominierten wie schon vier Jahre zuvor den seinerzeit knapp unterlegenen Jim McGreevey, ehemals Mitglied des Staatssenats und Bürgermeister des Woodbridge Township. Diesmal gewann er die Wahl mit 56,4 Prozent der Stimmen deutlich; Schundler kam auf einen Anteil von 41,7 Prozent. Dritter wurde der republikanische Staatssenator William E. Schluter, der als Unabhängiger kandidierte, mit 1,1 Prozent der Stimmen, gefolgt von sechs weiteren Bewerbern. Zwischen dem Wahltag und McGreeveys Amtsantritt hatten drei weitere Personen den Posten des Gouverneurs kommissarisch inne, da DiFrancescos Amtszeit als Senatspräsident zuvor ablief. Auf John J. Farmer folgten John Bennett und Richard Codey.
Nach vier Jahren musste der Republikaner Jim Gilmore als Gouverneur von Virginia verfassungsgemäß aus dem Amt scheiden. Um seine Nachfolge bewarb sich Mark Earley, bis zum Juni 2001 Attorney General des Staates, der seinen Posten aufgab, um sich auf den Wahlkampf konzentrieren zu können. Er wurde zwar von den Republikanern nominiert, verlor dann aber die Wahl mit einem Anteil von 47 Prozent der Stimmen gegen den Demokraten Mark Warner, für den 52,2 Prozent der Wähler votierten. Auf 0,8 Prozent brachte es der dritte Kandidat, Bill Redpath von der Libertarian Party.